# Achtkarspelen
Achtkarspelen (Achtkarspelen en neerlandès i frisó) és un municipi de la província de Frísia, al nord dels Països Baixos. L'1 de gener del 2021 tenia 27.900 habitants repartits per una superfície de 103,99 km² (dels quals 1,38 km² corresponen a aigua).

## Centres de població
- Augustinusga (Stynsgea)
- Boelenslaan (Boelensloane)
- Buitenpost (Bûtenpost)
- Drogeham (Droegeham)
- Gerkesklooster-Stroobos (Gerkeskleaster-Strobos)
- Harkema (De Harkema)
- Kootstertille (Koatstertille)
- Surhuisterveen (Surhústerfean)
- Surhuizum (Surhuzem)
- Twijzel (Twizel)
- Twijzelerheide (Twizelerheide)

## Història
El nom d'Achtkarspelen prové de les vuit kerspelen originals dins de la grietenij: Augustinusga, Buitenpost, Drogeham, De Koot, Kortwoude, Lutkepost, Surhuizum i Twijzel. Achtkarspelen va tenir un estatut separat dins de Frísia durant molts anys. Durant l'edat mitjana, va caure sota el bisbat de Münster, mentre que la resta de Frísia va formar part del Bisbat d'Utrecht. La grietenij Achtkarspelen es va convertir en municipi el 1851 després de la Gemeentewet (Llei Municipal) de Johan Rudolf Thorbecke.

## Administració
Des del 7 de febrer del 2019, l'alcalde del municipi és Oebele Brouwer. Els 21 membres del consistori municipal són, des del 2022:
| Partit                | Escons |
| --------------------- | ------ |
| CDA                   | 6      |
| Partit Nacional Frisó | 4      |
| CU                    | 3      |
| Gemeentebelangen      | 3      |
| PvdA                  | 2      |
| PVV                   | 1      |
| FVD                   | 1      |
| GL                    | 1      |
| Font:                 |        |

| Període   | Identitat            | Partit                |
| --------- | -------------------- | --------------------- |
| 1966-1976 | Huibert Ottevanger   | ARP                   |
| 1976-1991 | Geert van Veenen     | ARP, després CDA      |
| 1991-2002 | Bernard Schmidt      | CDA                   |
| 2002-2007 | L.J. (Louis) Lyklema | VVD                   |
| 2007-2011 | Tjeerd van der Zwan  | PvdA                  |
| 2011-2013 | Piet Adema           | CU                    |
| 2013-2019 | Gerben Gerbrandy     | Partit Nacional Frisó |
| 2019-     | Oebele Brouwer       | Independent           |

## Galeria d'imatges

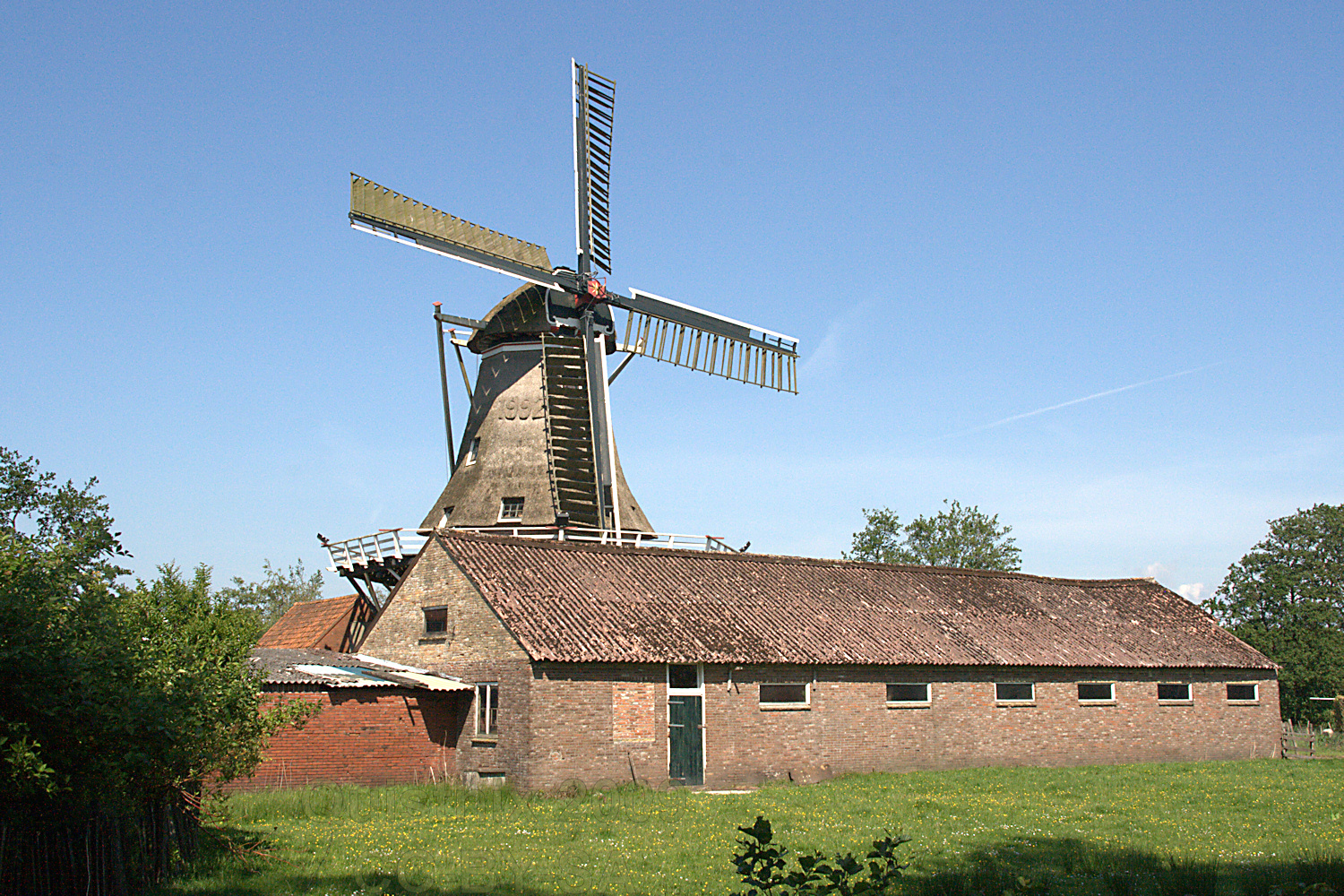
Molí de Surhuisterveen
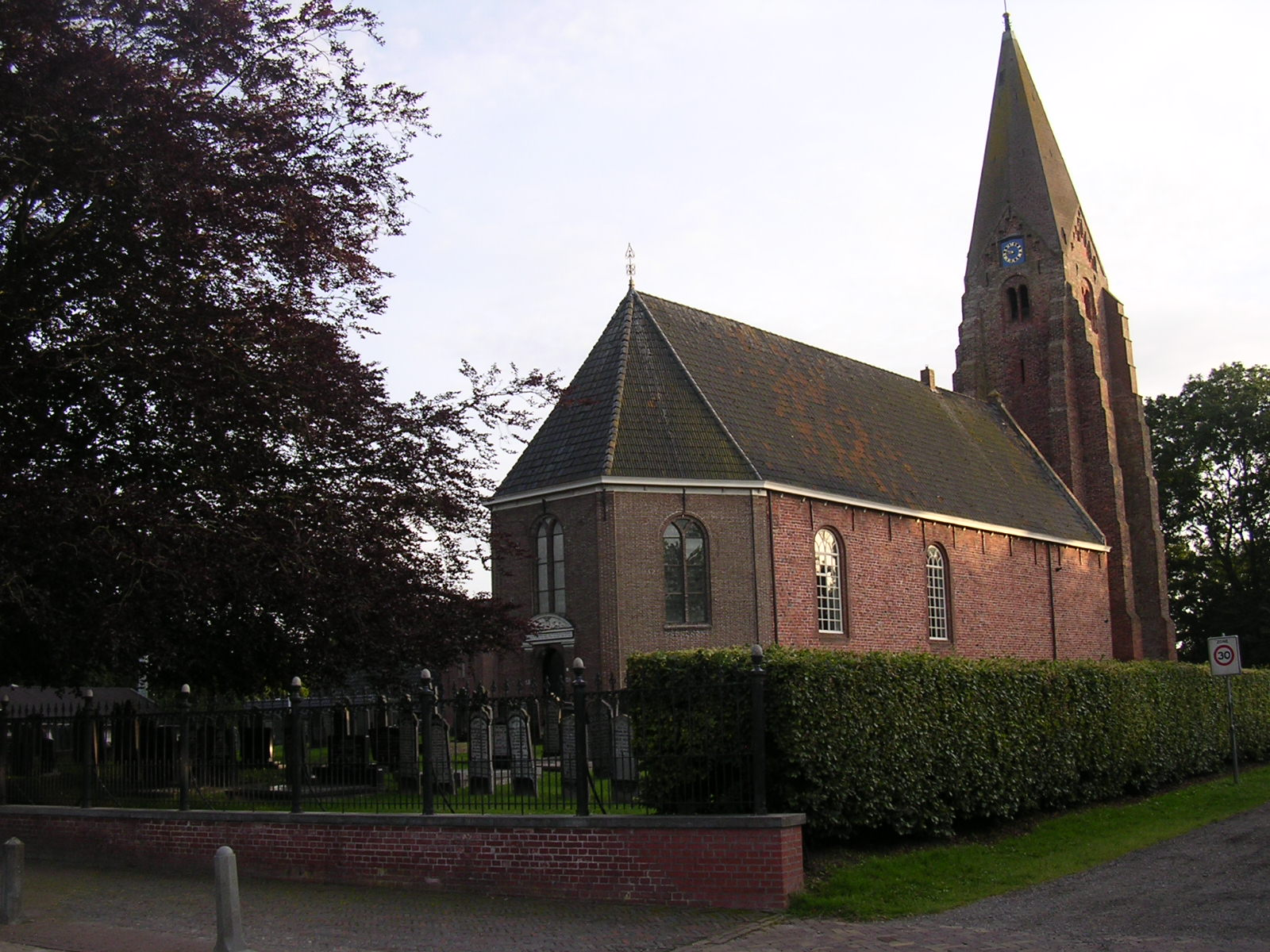
Església de Surhuzum
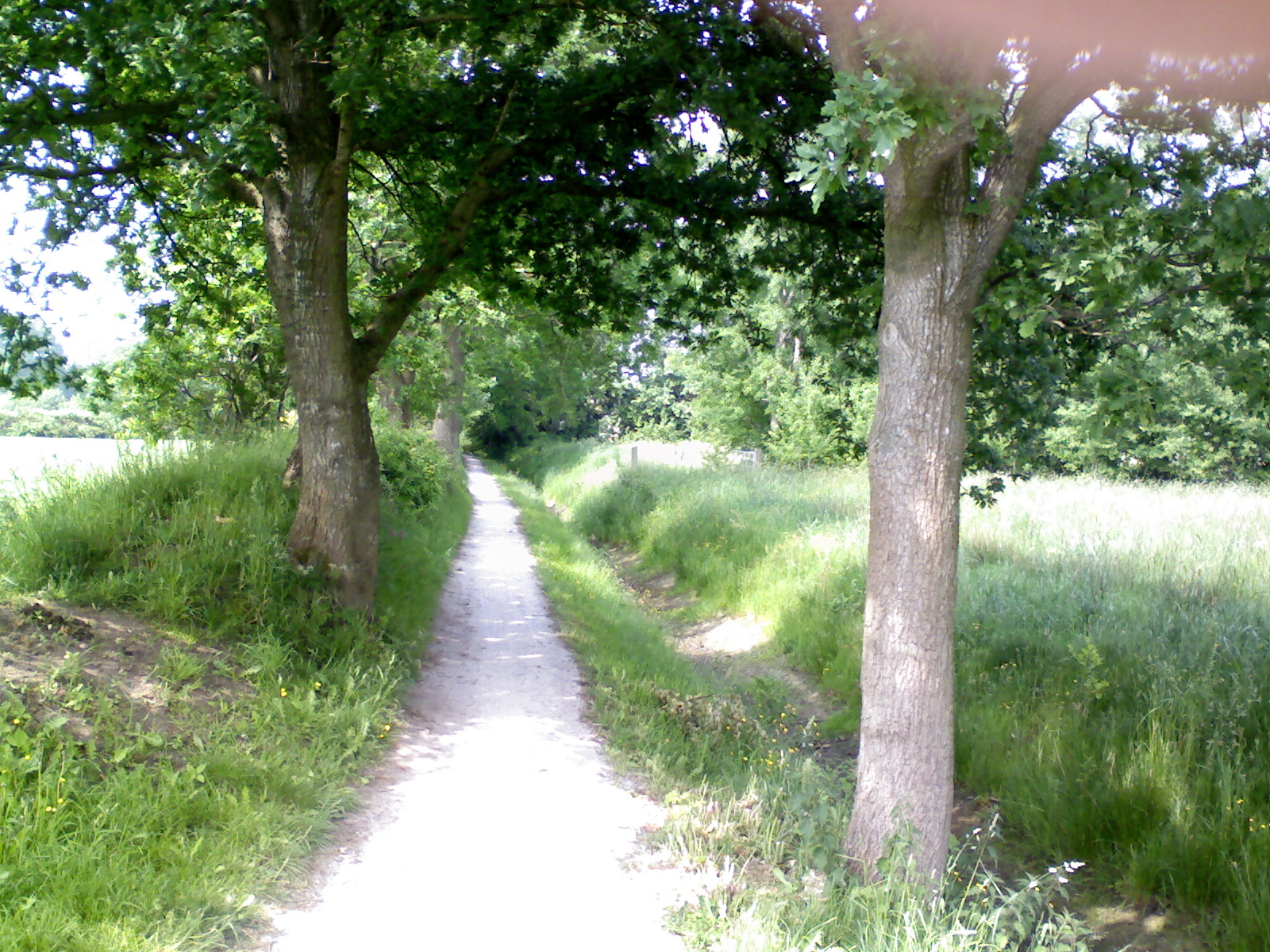
De Swadde